# Discipline: Record of a Crusade
Discipline (ディシプリン?) es un anime adaptación de un videojuego del mismo nombre creado por ActiveSoft. Fue adaptada al anime por los creadores de Bible Black.
En este anime se pueden apreciar ligeras diferencias con el juego, aunque en realidad este artículo se ocupara de la descripción del OVA.

## Historia
La historia gira en torno a Takuro Hayami, un estudiante transferido a la escuela de Saint Arcadia (Santa Arcadia), con un extraño "poder sexual" que consiste en una especie de segunda erección cuando ya está dentro de las chicas clavándose hasta el fondo, probablemente el cuello uterino, aunque luego se revela que también sucede ya avanzado el encuentro sexual esté el miembro de Takuro dentro o fuera de una chica mientras sea estimulado además de que tiene la capacidad de eyacular por litros y con mucha fuerza a diferencia del hombre común, su personalidad es tímida, incomoda e insegura y se asume que tal como en el juego éste sea virgen al inicio de la historia perdiendo su virginidad con Yuuki la mejor proporcionada físicamente y más liberal.
Takuro vive en el dormitorio de la escuela, edificio administrado por una chica llamada Saori Otokawa, con quien vive una relación semejante a un noviazgo; en el dormitorio solo viven 5 personas incluyendo a Takuro y a Saori, las otras tres son mujeres, pero se trata de un trío de chicas fuera de lo común, convertidas en sus mejores amigas: Yuuki Miyagishi, Luli Nonomiya y Maiko Kaneda, quienes tienen relaciones con Takuro y muchas diferencias en sus personalidades.
Pero la estancia de Takuro en la escuela no transcurre con tranquilidad, ya que no solo se involucra en diversas situaciones sexuales con las estudiantes y maestras de la escuela, sino que también se halla en un eterno conflicto con el "Club Social", dirigido por la perversa Leona Morimoto y con la directora de la escuela y hermana de la villana, Reina Morimoto.

## Personajes principales
- Takuro Hayami: Personaje principal de la historia, es un chico estudiante transferido a la escuela de Santa Arcadia, donde se enamora de Saori Otokawa, administradora del dormitorio de la escuela. También es miembro del Club de Estudios Paranormales, dirigido por la misma Saori. La mayoría de las chicas del colegio están interesadas en él porque en una escala de sexo ganó el nivel más alto debido a la capacidad de que su órgano sexual se duplica en tamaño una vez avanzado el encuentro sexual y su potencia de eyaculación la cual se da en litros y con mucha fuerza . Seiyuu: Takezō Koike

- Saori Otokawa: Es la administradora del dormitorio, amiga de Takuro, y a veces enemiga de Leona Morimoto, con quien tiene una dolorosa relación. Saori a lo largo de la historia sostiene una lucha constante contra el Club Social, a quienes desprecia sinceramente por 2 razones, una es el abuso por parte de Leona y otra es el acoso de Takuro por parte de esta. Además esta algo interesada en Takuro. También es la presidenta del Club de Fenómenos Paranormales (Club de Estudio de la Biblia en la novela visual). Seiyuu: Honoka Miyako

- Yuuki Miyagishi: Amiga de Takuro y de las demás chicas del dormitorio, es una chica bastante libre, ya que es fanática de la masturbación y del sexo en general, a lo largo de la historia demuestra un fuerte interés por Takuro siendo ella la primera en tener un encuentro sexual con éste, en la historia es quien mejores atributos físicos tiene sobre todo a nivel de busto. Seiyuu: Yuki-Lin

- Luli Nonomiya: Conocida como Nonomi. Es amiga de Takuro y de todos los demás residentes del dormitorio, de las tres habitantes del dormitorio ella es la única relativamente normal, ya que su gusto por el sexo es bastante ordinario, aunque siempre secunda a Yuuki en la mayoría de sus actos, físicamente sus atributos están por debajo de las demás siendo su cuerpo mucho más similar a lo que una chica de su edad tendría en la vida real aunque su carácter y aspecto inocentes son un fuerte atractivo. Seiyuu: Miya Serizono

- Maiko Kaneda: Otra de las amigas de Takuro. Es una chica hiperactiva y la más intelectual del grupo, es la quinta habitante del dormitorio, sostiene una relación bastante extraña con Takuro ya que es la única habitante del dormitorio que lo acosa o no, pero esto no significa que no sea tan diferente de sus amigas, ya que al igual que Yuuki, le encanta masturbarse, además de que Maiko es bisexual, Físicamente es la más bella de la serie, sus atributos físicos son considerables pero están por debajo de los de Yuuki, Reina o Kawahara, Jamás se vio en la serie un encuentro completo entre ella y Takuro. Seiyuu: Ayana Sumoto

- Leona Morimoto: Es la "villana" de la historia, líder del Club Social y miembro principal del círculo de poder de las Hermanas Morimoto, además presidenta del consejo estudiantil y del grupo financiero que administra el instituto Santa Arcadia. Siempre anda tras de Takuro, a quien secuestra en más de una ocasión, además de sostener una relación muy dura con Saori, a quien considera su rival, físicamente es muy atractiva, su cuerpo puede calificarse de promedio alto, aunque logró ser penetrada por Takuro no logró alcanzar el clímax con éste al ser interrumpida por las chicas del dormitorio por lo que se frustra y busca venganza a lo largo de la serie. Seiyuu: Asuka Houjou

- Reina Morimoto: Es la hermana mayor de Leona Morimoto y directora de la escuela, ella y Leona son la principal fuente de molestias para Takuro y sus amigas, ya que al igual que Leona también anda tras de Takuro. Su nombre encaja perfectamente con su papel y posición, físicamente es bastante llamativa, aunque su cuerpo no es tan curvilíneo como el de Yuuki o de Kawahara a nivel de busto es de las mejores proporcionadas en la serie, su desempeño sexual es impresionante ya que fue la única de la serie en hacerlo 5 veces en un encuentro con Takuro provocándole eyaculación precoz posteriormente . Seiyuu: Asai Harumi

## Personajes secundarios
- Miss Matsuno: Es la asistente personal de las hermanas Morimoto, Matsuno pasa por varias experiencias denigrantes a lo largo de la historia. También se halla interesada en Takuro a quien sigue durante los primeros 4 episodios, físicamente está bien proporcionada a nivel de busto pero su mayor atractivo son sus caderas de tamaño considerable. Seiyuu: Milk Uchimura, Chihiro Umehara (Zero)

- Miss Kawahara: Es la encargada de la enfermería del colegio, donde conoce a Takuro, la profesora Kawahara es una de tantas empleadas y asistentes de las hermanas Morimoto, a quienes termina traicionando en pro de Takuro y sus amigas, es la segunda mejor proporcionada de la serie después de Yuuki más a nivel de caderas, nalgas y abdomen, su desempeño sexual es increíble pudiendo ser calificado también de curativo ya que fue capaz de arreglar la eyaculación precoz de Takuro. Seiyuu:Yurie Takase

- Linda Hamiltton: Es una estudiante de intercambio, la cual a lo largo de sus estada en la academia ataca a varias estudiantes entre ellas las amigas de Takuro, lo que molesta a Leona quien inmediatamente la detiene a expensas de Takuro, físicamnte tiene un cuerpo promedio siendo su busto la mejor parte. Seiyuu: Kaeru Haruno

- Kumi Yamanaka: Es la Capitana del Club de Tenis. Seiyuu: Ann Nagata, Ryuu Ueto (Zero)

- Saki Yamagata: Es la Capitana del Club de Natación. Seiyuu: Misumi

- Karen Himeki: Es una de las terratenientes de Leona Morimoto y vicepresidenta del Club Social. Seiyuu: Mikoto Kisaragi, Tae Kitano (Zero)

- Momone Nishizaki: Es la más joven de las hermanas Nishizaki y otra terrateniente de Leona. Es una de las chicas que tiene más sexo con Takuro y en una ocasión es reconocida como una enfermera. Al parecer, es bisexual. Seiyuu: AYA

- Yuri Nishizaki: Es la mayor de las hermanas Nishizaki y terrateniente de Leona. Su temperamento es el más sádico de la familia y también tiene mayor sexo con Takuro. Seiyuu:  Ruru, Maki Kobayashi (Zero)

- Araki Madoka: Es una chica de carácter fuerte que impulsa la idea de acabar con los sucios juegos eróticos de las Morimoto, ya que fue violada en varias oportunidades, incluso durante la ejecución de su plan. Seiyuu: Ruriko Harashima

- Momoe Endo: Es una miembro del Club de Fenómenos Paranormales. Ella también formó parte del plan para acabar con las Morimoto, a pesar de que durante la ejecución del plan fue violada. Seiyuu: RUMI

- Sudo: Es el Compañero de clases de Takuro y miembro del Club de Fotografía. Le gusta espiar en los vestidores de las chicas.

- Fujiwara Nanase: Otra miembro del Club de Fenómenos Paranormales. También formó parte del plan para acabar con las Morimoto, pero cuando la encontraron fue violada junto con Momoe. Seiyuu: Harumi Sakurai

- Yuuji Takigawa: Otro miembro del Club de Fenómenos Paranormales. A veces tiende a exagerar para impresionar a las chicas. Formó parte del plan para acabar con las Morimoto, pero fue atrapado. En la novela visual, parece tener la relación "del perro con el gato" con Nanase. Seiyuu: Jinguji Kasaotoko

- Eikichi Ogiwara: Profesor especial llamado por Machida para debilitar a las Morimoto, pero se convirtió en el novio de Reina Morimoto. Seiyuu: Jinguji Kasaotoko

- Kouzou Machida: Profesor de edad mayor que intenta oponerse siempre a Leona Morimoto. Generalmente, es humillado por las estudiantes. Seiyuu: Akita Kunihiko, Gai Nabegarasu (Zero)

- Itou Kaoru: Mascota de Leona Morimoto. Al principio era hombre, pero después se hizo una operación de cambio de sexo. Siempre hace lo que su señora le ordena. Está celoso(a) de Takuro. Seiyuu: Kou Kannazuki

- Isobe Katsuo: Es el capitán del equipo de béisbol. Denegado tanto en el deporte, como en sus relaciones personales. Solo aparece en la novela visual.

- Akane: Es una chica pelirroja contratada por las Morimoto. Tiene mayor sexo con Takuro en un corto tiempo.

- Maya: Es una chica púrpura contratada por las Morimoto. También tiene mayor sexo con Takuro en un corto tiempo.

- Datos: Q2555717